# Bizalom (film, 1980)
A Bizalom színes, 115 perces, (105 perces), 1979-ben készült magyar játékfilm. Rendezője és forgatókönyvének írója Szabó István. A film jeleneteinek jelentős részét Rákospalotán vették fel.
A Bizalom – film egy asszonyról (Kata) és egy férfiról (János), akiket a háború összehoz és a háború vége elválaszt. Film az olyan történelmi helyzetekről, amikor a tiszta érzelmeket képes gúzsba kötni, az emberi kapcsolatokat megmérgezni a személyiségbe beépülő bizalmatlanság, gyanakvás.
Stiláris szempontból ez a mű fordulópontot jelent Szabó István filmrendezői pályáján.

## Története
A második világháború vége felé, Budapest ostroma idején Kata (Bánsági Ildikó) lakásán házkutatást tartanak, férje ugyanis ellenálló. Kata már haza sem mehet. Hamis papírokkal, „Bíró Jánosné” néven egy külvárosi házban kell meghúznia magát „férjével” együtt; kislányát vidéken már biztonságba helyezték. Az egyszeriben mindenétől megfosztott asszony félve siet végig az üres utcákon. Találkozik „férjével”, az  állítólagos Bíró Jánossal (Andorai Péter), akiről kiderül, hogy az ellenállás fontos embere. Közös szobájukban a férfi az illegalitásban megszokott módon kezd viselkedni: a külvilág felé fenn kell tartani a látszatot, de egyébként nincs közük egymáshoz, a házból kimenni pedig csak az engedélyével lehet, mondja szárazon és teljes határozottsággal. „Felesége” néma rémülettel hallgatja.
Azután oldódik köztük a feszültség. Az összezártság, a fenyegetettség, a kölcsönös vonzódás mind közelebb hozza őket egymáshoz, de az első szerelmi együttlét másnapján a férfi visszakozni próbál, mintha csak botlás lett volna az egész. Ám a szerelmes éjszakák folytatódnak. Kata megszépül, felszabadul, testi-lelki kitárulkozása azonban dühbe csap át (Te gyáva vagy!), amikor lépten-nyomon azzal szembesül, hogy János nem tudja igazán elfogadni őt, fél átadni magát a kapcsolatnak. A férfi vallomása sokkal inkább magyarázkodás: „Az éjjel olyan szerelmes voltam beléd, de én ezt nem engedhetem meg magamnak. Mi itt más helyzetben vagyunk…” Katának a férfi nem mondja el, de a néző egy belső monológból tudja, hogy Jánost tíz évvel korábban németországi szerelme elárulta a Gestapónak. Ez indokolja viselkedését, mégis nyilvánvaló, hogy már nem az árulástól tart, hanem gyanakvásával szinte falat von maga köré, hogy ne kelljen kiadnia magát a másiknak. Önmagától is fél.
A férfi (miután levelet kapott feleségétől) hajnalban, amikor Kata még alszik, lopva kioson az utcai telefonfülkéhez, hogy elhadarja a feleségének: szereti őt, majd titokban visszasiet a közös szobába. Amikor Kata az igazi férjéhez megy találkozóra, éppen ellentétesen érez: mintha Jánost készülne megcsalni.
A kinn dúló háború mellett a szűk szobában két ember drámája zajlik. Kata hatására János valamennyire úrrá lesz félelmén, bizalmatlanságán, de a gyanakvás gyanakvást szül és az asszony érzéseibe is belopózik. Amikor például meglátja Jánost egy német egyenruhás alakkal beszélgetni, a bizalom a nőben is megrendül. Mire a férfi tőle telhetően elfogadja az asszonyt, addigra már akaratlanul is „sikerült” tönkretennie a kapcsolatot.
Véget ér az ostrom, Jánosért kocsi érkezik. Nyilván sok dolga lesz, búcsúzásként csak egy különös mosolyra telik tőle. Katának azonban igazolóbizottság előtt kell bizonyítania személyazonosságát, de hogyan? Igazolványát elvették, az elmúlt hetekről csak a férfi tanúskodhatna, akinek még a nevét sem tudja megmondani. A kutató szemek, a megválaszolhatatlan kérdések a gyanakvás uralomra jutását érzékeltetik, súlyuk alatt Kata szinte megsemmisül. A háborúnak vége, de a bizalmatlanság légköre konzerválódik.
Kata kénytelen-kelletlen törvényes férje karjaiban találja magát. Az igazolóbizottságnál megjelenik János és az igazolásukért sorban állók között kiabálva keresi „nejét”: – Bíró Jánosné! Hol van, Bíró Jánosné?

## Szereplők
- Andorai Péter (János)
- Bánsági Ildikó (Kata)
- Balázsovits Lajos (Kata férje)
- Bezerédi Zoltán (Pali)
- Dunai Tamás (Günther Hoffman)
- Halász Judit (János felesége)
- Kishonti Ildikó (Erzsi)

## Díjak
- 1980: Berlin: Ezüst Medve a legjobb rendezésért
- 1981: Hollywood: jelölés Oscar-díjra a legjobb külföldi film kategóriájában
- 1983: Tokió: a kulturális miniszter nívódíja